# درخت بید (سرخس)
درخت بید (سرخس)، روستایی است از توابع بخش مرزداران شهرستان سرخس در استان خراسان رضوی.
این روستا در دهستان گل بی بی قرار دارد و بر اساس سرشماری سال ۱۳۸۵ جمعیت آن (۳۰ خانوار) ۱۰۵ نفر 
است.
این روستا دارای دو بخش است.
- درخت بید علیا ۳۸ نفر
- درخت بید سفلی ۶۷ نفر

## منبع
1. ↑  «نتایج سرشماری ایران در سال ۱۳۸۵». درگاه ملی آمار. بایگانی‌شده از روی نسخه اصلی در ۲۱ آبان ۱۳۹۲.